# Caprimulgus centralasicus
Caprimulgus centralasicus е вид птица от семейство Caprimulgidae.

## Разпространение
Видът е разпространен в Китай.